# Rivers Provincial Park
Rivers Provincial Park är en park i Kanada.   Den ligger i provinsen Manitoba, i den sydöstra delen av landet, 1 900 km väster om huvudstaden Ottawa. Rivers Provincial Park ligger 484 meter över havet. Den ligger vid sjön Lake Wahtopanah.
Terrängen runt Rivers Provincial Park är platt, och sluttar söderut. Trakten runt Rivers Provincial Park är nära nog obefolkad, med mindre än två invånare per kvadratkilometer.. Närmaste större samhälle är Rivers, 3,3 km väster om Rivers Provincial Park.
Trakten runt Rivers Provincial Park består till största delen av jordbruksmark.